# Stazione di Takagimachi
La stazione di Takagimachi (高城町駅?, Takagimachi-eki) è una stazione ferroviaria della cittadina di Matsushima, nella prefettura di Miyagi, in Giappone, ed è servita dalla ferrovia suburbana linea Senseki della JR East.

## Storia
La stazione è stata aperta, come molte altre della linea Senseki, nel 1928 come fermata della ferrovia elettrica di Miyagi, per poi passare alle ferrovie Nazionali Giapponesi nel 1944, e quindi, nel 1987, sotto il controllo di JR East, conseguentemente alla privatizzazione del gruppo ferroviario.
Dal 2003 la stazione permette di utilizzare le carte ricaricabili Suica grazie a un sensore posto all'interno del fabbricato viaggiatori.

### Conseguenze del terremoto e maremoto del 2011
A causa del terremoto e maremoto del Tōhoku del 2011, la stazione è stata danneggiata, ed è rimasta inagibile dall'11 marzo al 28 maggio, per divenire capolinea provvisorio della linea. In direzione Ishinomaki, infatti, la porzione est della linea è al momento interrotta, e tutti i treni terminano servizio a Takagimachi. Nel piazzale di fronte è disponibile un servizio bus sostitutivo. Il ripristino della regolarità del servizio è previsto per il 2015 grazie alla costruzione di una bretella, che si collegherebbe alla stazione di Matsushima situata sulla vicina linea principale Tōhoku più a monte. I treni quindi da qui continuerebbero fino a Ishinomaki, accorciando i tempi di percorrenza.

## Servizi ferroviari
East Japan Railway Company
■ Linea Senseki

## Struttura
La stazione è dotata di un marciapiede a isola con due binari passanti, collegato al fabbricato da un passaggio a raso, protetto da un piccolo passaggio a livello pedonale. Il fabbricato viaggiatori dispone di una biglietteria automatica e presenziata (aperta dalle 7:20 alle 18:40, solo nei giorni feriali), supporto alla bigliettazione elettronica Suica, e servizi igienici. Il binario 1 in origine era utilizzato per i treni diretti a Ishinomaki.
| 1-2 | ■ Linea Senseki | per Hon-Shiogama, Tagajō, Sendai e Aoba-dōri |

## Stazioni adiacenti
- Il servizio a est della stazione è al momento interrotto in attesa del ripristino della linea. Vengono comunque riportate le successive stazioni in base al servizio come precedente il terremoto del 2011.

| «                 | Servizio                          | »             |
| Linea Senseki     | Linea Senseki                     | Linea Senseki |
| ----------------- | --------------------------------- | ------------- |
| Matsushima-Kaigan | ■ Locale                          | Tetaru        |
| Matsushima-Kaigan | ■ Espresso Verde ■ Espresso Rosso | Nobiru        |